# Gintaras Einikis
Gintaras Einikis (* 30. September 1969 in Kretinga) ist ein ehemaliger litauischer Basketballspieler.

## Werdegang
Einikis spielte ab 1987 für Žalgiris Kaunas, zunächst noch in der sowjetischen, aber der Saison 1990/91 in der litauischen Liga. Der 2,08 Meter große Innenspieler wurde mit Kaunas 1991, 1992, 1993, 1994 und 1995 litauischer Meister. Nachdem er in der Saison 1994/95 im Schnitt 26 Punkte sowie 10,7 Rebounds je Begegnung erzielt hatte, wechselte Einikis ins Ausland.
Von 1995 bis 1999 stand er in Diensten von Awtodor Saratow in Russland, anschließend von 1999 bis 2001 im selben Land bei ZSKA Moskau. Mit Moskau errang Einikis in der Saison 1999/2000 den russischen Meistertitel und gewann die länderübergreifende Spielrunde NEBL.
Im Spieljahr 2001/02 stand der Litauer bis Mitte Dezember 2001 bei Śląsk Wrocław in Polen unter Vertrag, danach bis zum Saisonende bei A.O. Near East Kesariani in Griechenland. Einikis kehrt für eine Saison (2002/03) zu Žalgiris Kaunas zurück, in der er Landesmeister wurde, ehe er wieder ins Ausland ging. Im Spieljahr 2003/04 spielte er kurzzeitig für Unicaja Málaga in Spanien, ehe er mit Prokom Trefl Sopot den polnischen Meistertitel errang. Es folgte die abermalige Rückkehr in sein Heimatland, 2004/05 wurde Einikis mit Lietuvos Rytas Vilnius litauischer Meister. In der Saison 2005/06 verstärkte er CEZ Basketball Nymburk und gewann den Meistertitel in Tschechien.

### Nationalmannschaft
Einikis war 1988 Mitglied der sowjetischen Junioren-Auswahl, die an der Europameisterschaft teilnahm. Nach der Unabhängigkeit Litauens spielte er für die Nationalmannschaft bei mehreren großen Turnieren, darunter den Olympischen Spielen 1992, 1996 und 2000, der Weltmeisterschaft 1998 und den Europameisterschaften 1995, 1997, 1999 und 2001. 1992, 1996 und 2000 gewann der Innenspieler mit Litauen jeweils die olympische Bronzemedaille. 1995 errang er EM-Silber und 1998 die Bronzemedaille bei den Goodwill Games.
Bezüglich der statistischen Werte bestritt Einikis im Jahr 2000 seine besten Olympischen Spiele, als er im Schnitt 10,4 Punkte sowie 6,2 Rebounds je Begegnung erzielte. Bei der EM 1997 war er mit 16,9 Punkten je Begegnung zweitbester Werfer der litauischen Auswahl.